# 張正平
張正平（ちょう せいへい、张正平、ヂャン・ヂェンピン、 1981年10月5日 - ）は台湾の囲碁棋士。
台湾棋院所属、三段。鈺徳杯女子名人戦優勝2回など。
陳詩淵は夫。弟に同じく棋士の張原栄がいる。王立誠は舅父、日本棋院中部総本部所属の王景怡は従妹、関西棋院研修棋士の王景弘は従弟。

## 経歴
1994年、四城市少年少女戦に台湾代表として出場。1998年韓国棋院初段。1999年第1回興倉杯世界女流囲碁選手権戦に台湾代表として出場しベスト16。2000年台湾棋院初段、東方航空杯世界女子プロ囲碁選手権戦出場。2001年山水黔城杯国際女子プロ囲棋選手権戦出場。2002年豪爵杯世界女子プロ囲碁選手権戦でベスト4。2008年ワールドマインドスポーツゲームズ女子団体戦台湾代表。2009年二段、愛心杯プロ囲棋戦ベスト4。2010年アジア競技大会女子団体戦で3位。同年陳詩淵九段と結婚。
2011年穹窿山兵聖杯世界女子囲碁選手権出場、第1期鈺徳杯女子名人戦リーグ7勝1敗で優勝。2012年三段。2013年葛玄・華頂茶業杯世界女流囲碁団体戦、女子名人戦8勝2敗で優勝、スポーツアコードワールドマインドゲームズ女子個人戦出場。2014年天台山葛玄緑茶杯世界女子囲碁団体戦出場。

### タイトル歴
- 鈺徳杯女子名人戦 2011、13年